# Que nos quiten lo bailao
Que nos quiten lo bailao és una pel·lícula còmica espanyola de 1983, dirigida i escrita per Carles Mira i protagonitzada pels actors Joan Monleón, Guillermo Montesinos i Empar Ferrer. La seva trama se centra en la convivència de cristians i musulmans en un petit poble localitzat en l'antic regne de València entre els segles XV i XVI.

## Producció
La pel·lícula va comptar amb un pressupost de 29 milions de pessetes, a més del milió i mig subvencionat per la Diputació de València perquè fos doblada al valencià. Va ser filmada durant sis setmanes a la serra d'Aitana i a la localitat de Llutxent, els habitants de la qual van col·laborar amb l'equip tècnic en la restauració d'un antic convent amb la finalitat d'usar-lo com a escenari per a representar una alcazaba i un castell; a més, es va realitzar una selecció entre els habitants perquè formessin part del repartiment. Com a mostra d'agraïment per la seva ajuda, el cineasta Mira va triar la localitat per a l'estrena mundial de la pel·lícula.
La banda sonora va ser composta per Enric Murillo, amb la col·laboració del grup Carraixet, Mamen García i Joan Monleón.

## Repartiment
- Amando Beltrán, com Don Fernando.
- Enric Benavent, com Fray Jacinto.
- Elionor Calatayud, com Isabelita.
- Empar Ferrer, com la Marquesa de Mocorroño.
- Joan Monleón, com Alkanfor.
- Guillermo Montesinos, com el Sultà Aben Amir Al Parrus.
- Fernando Planelles, com el Marquès de Mocorroño.
- Celia Zaragoza, com Zoraida.